# Eleições estaduais em Pernambuco em 2006
As eleições estaduais em Pernambuco em 2006 ocorreram no dia 1º de outubro, como parte das eleições gerais no Distrito Federal e em 26 estados brasileiros. Foram eleitos o governador Eduardo Campos, o vice-governador João Lyra Neto e o senador Jarbas Vasconcelos, além de 25 deputados federais e 49 estaduais.
Como nenhum dos 2 candidatos a governador mais votados obteve metade mais um dos votos válidos, aconteceu um segundo turno em 29 de outubro e, conforme a Constituição, a posse do governador e do vice-governador se daria em 1º de janeiro de 2007 para quatro anos de mandato.
O PT foi o partido que elegeu o maior número de deputados federais (5), seguido por PMDB, PTB e PSB, com 3 candidatos eleitos. Na disputa pelas vagas na Assembleia Legislativa de Pernambuco, o PFL elegeu a maior bancada, com 8 deputados estaduais, seguido pelo PTB (7), PSDB e PSB (6 deputados).

## Resultado da eleição para governador

### Primeiro turno
| Candidatos a governador do estado | Candidatos a vice-governador | Número | Coligação                                               | Votação                | Percentual             |
| --------------------------------- | ---------------------------- | ------ | ------------------------------------------------------- | ---------------------- | ---------------------- |
| Mendonça Filho PFL                | Evandro Avelar PSDB          | 25     | União por Pernambuco (PFL, PSDB, PMDB, PPS, PHS, PTN)   | 1.578.001              | 39,32%                 |
| Eduardo Campos PSB                | João Lyra Neto PDT           | 40     | Frente Popular de Pernambuco (PSB, PDT, PP, PL, PSC)    | 1.356.950              | 33,81%                 |
| Humberto Costa PT                 | Augusto Carvalho PTB         | 13     | Melhor pra Pernambuco (PT, PTB, PCdoB, PRB, PAN, PMN)   | 1.008.842              | 25,14%                 |
| Clóvis Correa PRONA               | Toninho Passos PRONA         | 56     | —                                                       | 27.036                 | 0,67%                  |
| Edilson Silva PSOL                | Ary Amorim PSOL              | 50     | Frente de Esquerda Poder Popular (PSOL, PCB)            | 26.786                 | 0,66%                  |
| Kátia Telles PSTU                 | Feliciano Espinhara PSTU     | 16     | —                                                       | 8.718                  | 0,22%                  |
| Luiz Vidal PSDC                   | Raquel Fernandes PSDC        | 27     | —                                                       | 5.485                  | 0,14%                  |
| Oswaldo Alves PCO                 | Sara Vilas PCO               | 29     | —                                                       | 1.587                  | 0,04%                  |
| Rivaldo Soares PSL                | Ernesto de Paula PRP         | 17     | Frente Trabalhista Social Cristã (PSL, PRP, PTC, PTdoB) | Candidatura indeferida | Candidatura indeferida |

| Partido | Partido | Candidato      | Votos     | Votos (%) |
| ------- | ------- | -------------- | --------- | --------- |
|         | PFL     | Mendonça Filho | 1 578 001 | 39,32%    |
|         | PSB     | Eduardo Campos | 1 356 950 | 33,81%    |
|         | PT      | Humberto Costa | 1 008 842 | 25,14%    |
|         | PRONA   | Clóvis Correa  | 27 036    | 0,67%     |
|         | PSOL    | Edilson Silva  | 26 786    | 0,67%     |
|         | PSTU    | Kátia Telles   | 8 718     | 0,22%     |
|         | PSDC    | Luiz Vidal     | 5 485     | 0,14%     |
|         | PCO     | Oswaldo Alves  | 1 587     | 0,04%     |
|         | PSL     | Rivaldo Soares | 0         | 0%        |
| Totais  | Totais  | Totais         | 4 013 405 |           |

### Segundo turno
| Candidatos a governador do estado | Candidatos a vice-governador | Número | Coligação                                             | Votação   | Percentual |
| --------------------------------- | ---------------------------- | ------ | ----------------------------------------------------- | --------- | ---------- |
| Eduardo Campos PSB                | João Lyra Neto PDT           | 40     | Frente Popular de Pernambuco (PSB, PDT, PP, PL, PSC)  | 2.623.297 | 65,36%     |
| Mendonça Filho PFL                | Evandro Avelar PSDB          | 25     | União por Pernambuco (PFL, PSDB, PMDB, PPS, PHS, PTN) | 1.390.273 | 34,64%     |

## Resultado da eleição para senador
| Candidatos a senador da República | Candidatos a suplente de senador                   | Número | Coligação                                               | Votação   | Percentual |
| --------------------------------- | -------------------------------------------------- | ------ | ------------------------------------------------------- | --------- | ---------- |
| Jarbas Vasconcelos PMDB           | Roberto Freire PPS José Arlindo Soares PMDB        | 156    | União por Pernambuco (PFL, PSDB, PMDB, PPS, PHS, PTN)   | 2.031.261 | 56,14%     |
| Luciano Siqueira PCdoB            | Givânia Silva PT Rui Alcântara PAN                 | 656    | Melhor pra Pernambuco (PT, PTB, PCdoB, PRB, PAN, PMN)   | 835.980   | 23,10%     |
| Jorge Gomes PSB                   | Ariano Suassuna PSB Amparo Araújo PSB              | 400    | Frente Popular de Pernambuco (PSB, PDT, PP, PL, PSC)    | 723.722   | 20,00%     |
| Hélio Cabral PSTU                 | Marcelo Barreto PSTU José Mariano Macedo PSTU      | 161    | —                                                       | 8.311     | 0,23%      |
| Severino Belarmino PTdoB          | Otoniel José Cosmo PTdoB Gamaliel Marques PTdoB    | 700    | Frente Trabalhista Social Cristã (PSL, PRP, PTC, PTdoB) | 6.465     | 0,18%      |
| Aluísio Figueroa PCB              | Moacyr Dantas PCB Cherbel Nader PSOL               | 211    | Frente de Esquerda Poder Popular (PSOL, PCB)            | 5.286     | 0,15%      |
| Pedro Gondim PRONA                | Osvaldo José Silva PRONA Antônio Soares Neto PRONA | 567    | —                                                       | 5.145     | 0,14%      |
| Delta Farias PRTB                 | Fernando Melo PRTB Pedro Rodrigues PRTB            | 282    | Frente Verde Trabalhista (PRTB, PV)                     | 2.355     | 0,07%      |

| Partido | Partido | Candidato          | Votos     | Votos (%) |
| ------- | ------- | ------------------ | --------- | --------- |
|         | PMDB    | Jarbas Vasconcelos | 2 031 261 | 56,14%    |
|         | PCdoB   | Luciano Siqueira   | 835 980   | 23,1%     |
|         | PSB     | Jorge Gomes        | 723 722   | 20%       |
|         | PSTU    | Hélio Cabral       | 8 311     | 0,23%     |
|         | PTdoB   | Belarmino          | 6 465     | 0,18%     |
|         | PCB     | Aluísio Figueroa   | 5 286     | 0,15%     |
|         | PRONA   | Pedro Gondim       | 5 145     | 0,14%     |
|         | PRTB    | Delta Farias       | 2 355     | 0,07%     |
| Totais  | Totais  | Totais             | 3 618 525 |           |

### Câmara dos Deputados
- Em itálico, os deputados eleitos por média.

Representação eleita
  PT: 5
  PMDB: 3
  PTB: 3
  PSB: 3
  PSDB: 3
  PFL: 3
  PL: 1
  PCdoB: 1
  PPS: 1
  PSC: 1
  PP: 1
  PDT: 1

Fonteː
| Número | Deputados federais eleitos | Partido | Votação | Percentual | Cidade onde nasceu   | Unidade federativa  |
| 1411   | Armando Monteiro           | PTB     | 205.212 | 4,90%      | Recife               | Pernambuco          |
| 2233   | Inocêncio Oliveira         | PL      | 181.126 | 4,32%      | Serra Talhada        | Pernambuco          |
| 4040   | Ana Arraes                 | PSB     | 178.467 | 4,26%      | Recife               | Pernambuco          |
| 1515   | Carlos Eduardo Cadoca      | PMDB    | 157.909 | 3,77%      | Recife               | Pernambuco          |
| 1310   | Maurício Rands             | PT      | 149.206 | 3,56%      | Recife               | Pernambuco          |
| 1315   | Carlos Wilson              | PT      | 141.203 | 3,37%      | Recife               | Pernambuco          |
| 1599   | Raul Henry                 | PMDB    | 138.841 | 3,31%      | Recife               | Pernambuco          |
| 4511   | Bruno Araújo               | PSDB    | 138.498 | 3,31%      | Recife               | Pernambuco          |
| 1490   | José Múcio Monteiro        | PTB     | 120.398 | 2,87%      | Recife               | Pernambuco          |
| 4001   | Fernando Coelho Filho      | PSB     | 117.720 | 2,81%      | Recife               | Pernambuco          |
| 1111   | Eduardo da Fonte           | PP      | 283.567 | 6,33%      | Recife               | Pernambuco          |
| 2566   | Roberto Magalhães          | PFL     | 106.150 | 2,53%      | Canguaretama         | Rio Grande do Norte |
| 6513   | Renildo Calheiros          | PCdoB   | 103.364 | 2,47%      | Murici               | Alagoas             |
| 2555   | José Mendonça Bezerra      | PFL     | 96.561  | 2,30%      | Belo Jardim          | Pernambuco          |
| 4000   | Gonzaga Patriota           | PSB     | 92.652  | 2,21%      | Sertânia             | Pernambuco          |
| 2515   | André de Paula             | PFL     | 88.854  | 2,12%      | Recife               | Pernambuco          |
| 2323   | Raul Jungmann              | PPS     | 88.757  | 2,12%      | Recife               | Pernambuco          |
| 1555   | Edgar Moury                | PMDB    | 87.499  | 2,09%      | Recife               | Pernambuco          |
| 1314   | Pedro Eugênio              | PT      | 85.140  | 2,03%      | Recife               | Pernambuco          |
| 1444   | José Chaves                | PTB     | 84.143  | 1,86%      | Recife               | Pernambuco          |
| 4545   | Bruno Rodrigues            | PSDB    | 80.065  | 1,91%      | Recife               | Pernambuco          |
| 1313   | Fernando Ferro             | PT      | 73.009  | 1,74%      | Bom Conselho         | Pernambuco          |
| 2006   | Marcos Antônio             | PSC     | 62.019  | 1,48%      | São Lourenço da Mata | Pernambuco          |
| 1234   | Wolney Queiroz             | PDT     | 56.645  | 1,35%      | Caruaru              | Pernambuco          |
| 1369   | Paulo Rubem Santiago       | PT      | 56.247  | 1,34%      | Rio de Janeiro       | Rio de Janeiro      |

### Deputados estaduais eleitos
Estavam em jogo as 49 cadeiras da Assembleia Legislativa de Pernambuco.
- Nota: Em itálico, os deputados eleitos por média.

Representação eleita
  PFL: 8
  PTB: 7
  PSDB: 6
  PSB: 6
  PT: 5
  PMDB: 3
  PSC: 2
  PDT: 2
  PMN: 2
  PTdoB: 2
  PP: 1
  PL: 1
  PSDC: 1
  PCdoB: 1
  PV: 1
  PAN: 1

Fonteː
| Deputados estaduais eleitos | Partido | Votação | Percentual | Cidade onde nasceu       | Unidade federativa |
| Pastor Cleiton Collins      | PSC     | 89.585  | 2,11%      | Petrolina                | Pernambuco         |
| Miriam Lacerda              | PFL     | 67.830  | 1,60%      | Caruaru                  | Pernambuco         |
| João da Costa               | PT      | 65.240  | 1,54%      | Angelim                  | Pernambuco         |
| Romário                     | PFL     | 62.180  | 1,47%      | Simão Dias               | Sergipe            |
| Clodoaldo Magalhães         | PSC     | 57.515  | 1,35%      | Recife                   | Pernambuco         |
| Augusto Coutinho            | PFL     | 56.813  | 1,34%      | Recife                   | Pernambuco         |
| Claudiano Martins           | PMDB    | 55.511  | 1,31%      | Itaíba                   | Pernambuco         |
| Henrique Queiroz            | PP      | 53.264  | 1,25%      | Limoeiro                 | Pernambuco         |
| Guilherme Uchoa             | PDT     | 53.149  | 1,25%      | Timbaúba                 | Pernambuco         |
| Antônio Morais              | PSDB    | 52.926  | 1,25%      | Macaparana               | Pernambuco         |
| Aglailson Júnior            | PSB     | 52.679  | 1,24%      | Recife                   | Pernambuco         |
| Elias Lira                  | PFL     | 50.106  | 1,18%      | Vitória de Santo Antão   | Pernambuco         |
| José Queiroz                | PDT     | 48.119  | 1,13%      | Caruaru                  | Pernambuco         |
| Sebastião Oliveira Júnior   | PL      | 47.364  | 1,11%      | Recife                   | Pernambuco         |
| Sílvio Costa Filho          | PMN     | 46.060  | 1,08%      | Recife                   | Pernambuco         |
| Terezinha Nunes             | PSDB    | 45.775  | 1,08%      | Teixeira                 | Paraíba            |
| Raimundo Pimentel           | PSDB    | 45.286  | 1,07%      | Maceió                   | Alagoas            |
| Ciro Coelho                 | PFL     | 44.365  | 1,04%      | Casa Nova                | Bahia              |
| Maviael Cavalcanti          | PFL     | 44.228  | 1,04%      | Macaparana               | Pernambuco         |
| Ricardo Teobaldo            | PMDB    | 44.109  | 1,04%      | Limoeiro                 | Pernambuco         |
| João Negromonte             | PMDB    | 41.714  | 0,98%      | Vicência                 | Pernambuco         |
| Geraldo Coelho              | PFL     | 41.472  | 0,98%      | Petrolina                | Pernambuco         |
| Isaltino Nascimento         | PT      | 39.560  | 0,97%      | Recife                   | Pernambuco         |
| Everaldo Cabral             | PTB     | 33.956  | 0,93%      | Jaboatão dos Guararapes  | Pernambuco         |
| Edson Vieira                | PSDC    | 39.378  | 0,93%      | Santa Cruz do Capibaribe | Pernambuco         |
| Manoel Ferreira             | PFL     | 38.057  | 0,89%      | Jaboatão dos Guararapes  | Pernambuco         |
| Teresa Leitão               | PT      | 37.405  | 0,88%      | Recife                   | Pernambuco         |
| Carlos Santana              | PSDB    | 37.208  | 0,87%      | Ipojuca                  | Pernambuco         |
| Sérgio Leite                | PT      | 36.516  | 0,86%      | Recife                   | Pernambuco         |
| Ângelo Ferreira             | PSB     | 36.425  | 0,86%      | Recife                   | Pernambuco         |
| Carla Lapa                  | PSB     | 35.101  | 0,83%      | Carpina                  | Pernambuco         |
| André Campos                | PT      | 34.921  | 0,82%      | Recife                   | Pernambuco         |
| Izaias Régis                | PTB     | 33.195  | 0,78%      | Terezinha                | Pernambuco         |
| Emanuel Bringel             | PSDB    | 33.003  | 0,78%      | Araripina                | Pernambuco         |
| Pedro Eurico                | PSDB    | 32.383  | 0,76%      | Recife                   | Pernambuco         |
| Antônio Figueroa            | PTB     | 32.284  | 0,76%      | Santa Cruz do Capibaribe | Pernambuco         |
| João Fernando Coutinho      | PSB     | 32.196  | 0,76%      | Recife                   | Pernambuco         |
| Elina Carneiro              | PSB     | 31.902  | 0,75%      | Recife                   | Pernambuco         |
| Marcantonio Dourado         | PTB     | 31.863  | 0,75%      | Lajedo                   | Pernambuco         |
| Augusto César               | PTB     | 30.717  | 0,72%      | Serra Talhada            | Pernambuco         |
| Esmeraldo                   | PTB     | 29.817  | 0,70%      | São Caetano              | Pernambuco         |
| Ayrinho                     | PTB     | 29.689  | 0,70%      | Salgueiro                | Pernambuco         |
| Luciano Moura               | PCdoB   | 29.497  | 0,69%      | Recife                   | Pernambuco         |
| Lourival Simões             | PV      | 28.403  | 0,67%      | Paulo Afonso             | Bahia              |
| Ceça Ribeiro                | PSB     | 28.263  | 0,66%      | Itapissuma               | Pernambuco         |
| Eriberto Medeiros           | PTdoB   | 24.349  | 0,57%      | Recife                   | Pernambuco         |
| Barreto                     | PMN     | 20.940  | 0,55%      | São Paulo                | São Paulo          |
| Eduardo Porto               | PTdoB   | 21.525  | 0,50%      | Canhotinho               | Pernambuco         |
| Coronel José Alves          | PAN     | 15.212  | 0,36%      | Aracoiaba                | Ceará              |